# In Sequence
In Sequence – siódmy album studyjny fińskiego zespołu Amoral. Wydawnictwo ukazało się 5 lutego 2016 roku nakładem wytwórni muzycznej Imperial Cassette.
Album dotarł do 29. miejsca fińskiej listy przebojów - Suomen virallinen lista.

## Lista utworów
Opracowano na podstawie materiału źródłowego.
| Nr | Tytuł utworu                           | Długość |
| -- | -------------------------------------- | ------- |
| 1. | „In Sequence (Prologue)”               | 05:52   |
| 2. | „Rude Awakening”                       | 06:06   |
| 3. | „The Betrayal”                         | 07:21   |
| 4. | „Sounds of Home”                       | 04:10   |
| 5. | „The Next One to Go”                   | 07:06   |
| 6. | „Helping Hands”                        | 06:42   |
| 7. | „Defuse the Past”                      | 07:40   |
| 8. | „From the Beginning (The Note Part 2)” | 10:44   |
|    |                                        | 55:41   |